# Serie B 2003/2004
Soutěžní ročník Serie B 2003/04 byl 72. ročník druhé nejvyšší italské fotbalové ligy. Soutěž začala 7. září 2003 a skončila 12. června 2004. Účastnilo se jí nově 24 týmů z toho se 15 kvalifikovalo z minulého ročníku (z minulého ročníku nikdo nesestoupil, jen klub Cosenza Calcio bylo vyměněno kvůli porušení pravidel za klub Florentia Viola) 4 ze Serie A a 5 ze třetí ligy. Nováčci ze třetí ligy jsou: Treviso FBC, US Avellino, UC AlbinoLeffe, Pescara Calcio a Florentia Viola (vítěz 2002/03). Sezona se odehrála po 2 týdenní stávce. 
Po skončení sezony se stalo poprvé ve své historii že postoupilo 6 klubů do Serie A. Prvních 5 klubů umístěných v tabulce postoupilo přímo a klub který se umístil na 6. místě se utkal s klubem který skončil na 15. místě ze Serie A. Sestupovali poslední 3 kluby v tabulce (22., 23. a 24. místo) přímo a klub který skončil na 20. a 21. místě se utkali na 2 zápasy v play out, poražený sestoupil do Serie C1. 

## Tabulka
| Poř. | Tým                 | Z  | V  | R  | P  | VG | OG | B  |
| ---- | ------------------- | -- | -- | -- | -- | -- | -- | -- |
| 1.   | US Città di Palermo | 46 | 22 | 17 | 7  | 75 | 39 | 83 |
| 2.   | Cagliari Calcio     | 46 | 23 | 14 | 9  | 80 | 51 | 83 |
| 3.   | AS Livorno Calcio   | 46 | 20 | 19 | 7  | 75 | 45 | 79 |
| 4.   | FC Messina Peloro   | 46 | 21 | 16 | 9  | 71 | 45 | 79 |
| 5.   | Atalanta BC         | 46 | 19 | 20 | 7  | 59 | 36 | 77 |
| 6.   | ACF Fiorentina      | 46 | 19 | 16 | 11 | 53 | 48 | 73 |
| 7.   | Ternana Calcio      | 46 | 18 | 15 | 13 | 64 | 52 | 69 |
| 8.   | Piacenza FC         | 46 | 17 | 17 | 12 | 50 | 47 | 68 |
| 9.   | Calcio Catania      | 46 | 18 | 13 | 15 | 53 | 53 | 67 |
| 10.  | US Triestina Calcio | 46 | 15 | 19 | 12 | 50 | 50 | 64 |
| 11.  | Ascoli Calcio 1898  | 46 | 14 | 18 | 14 | 54 | 54 | 60 |
| 12.  | Turín Calcio        | 46 | 14 | 17 | 15 | 57 | 54 | 59 |
| 13.  | SSC Neapol          | 46 | 10 | 26 | 10 | 35 | 43 | 56 |
| 14.  | Vicenza Calcio      | 46 | 12 | 20 | 14 | 48 | 51 | 56 |
| 15.  | Treviso FBC         | 46 | 12 | 19 | 15 | 48 | 51 | 55 |
| 16.  | Janov CFC           | 46 | 13 | 16 | 17 | 57 | 62 | 55 |
| 17.  | Salernitana Sport   | 46 | 14 | 13 | 19 | 36 | 53 | 55 |
| 18.  | UC AlbinoLeffe      | 46 | 13 | 15 | 18 | 47 | 59 | 54 |
| 19.  | Hellas Verona FC    | 46 | 13 | 14 | 19 | 54 | 65 | 53 |
| 20.  | AC Benátky          | 46 | 12 | 15 | 19 | 40 | 57 | 51 |
| 21.  | AS Bari             | 46 | 13 | 11 | 22 | 50 | 63 | 50 |
| 22.  | Pescara Calcio      | 46 | 11 | 13 | 22 | 46 | 69 | 46 |
| 23.  | US Avellino         | 46 | 8  | 13 | 25 | 51 | 69 | 37 |
| 24.  | Calcio Como         | 46 | 7  | 12 | 27 | 34 | 71 | 33 |

Poznámky
- Z = Odehrané zápasy; V = Vítězství; R = Remízy; P = Prohry; VG = Vstřelené góly; OG = Obdržené góly; B = Body

|  | Postup do Serie A 2004/05  |
|  | Sestup do Serie C1 2004/05 |

## Play off
Boj o postupující místo do Serie A.
AC Perugia - ACF Fiorentina 0:1 a 1:1
Postup do Serie A 2004/05 vybojoval klub ACF Fiorentina

## Play out
Boj o setrvání v Serii B.
AS Bari - AC Benátky 1:0 a 0:2
V Serii B zůstal klub AC Benátky